# Олюторское месторождение
Олюторское месторождение - среднее по размерам ртутное месторождение на Камчатке. Было открыто в 1952 году в ходе экспедиции Главнефтеразведки Миннефтепрома СССР во главе с Ярмолюком В.А. Расположено на восточном побережье бухты Сомнения Олюторского залива Берингова моря, в 60 км на юго-запад от посёлка Пахачи.

## История открытия
Было открыто в ходе экспедиции Главнефтеразведки Миннефтепрома СССР во главе с Ярмолюком В.А. в 1952 году. 
На месторождении в 1960-70 гг. были проведены поисково-оценочные работы и предварительная разведка в том числе с проходкой пяти штолен. Разведано два промышленных участка Верность и Веселый.